# Tropical Manaus Hotel
Tropical Manaus Hotel foi um dos hotéis pertencentes á rede Tropical Hotels & Resorts. Era localizado no município de Manaus no estado de Amazonas.
Foi fundado em 26 de março de 1976 e possuía um design colonial espanhol. Era uma das propriedades do conglomerado de empresas da Varig Linhas Aéreas. Entrou em crise a partir de 2006, junto com a empresa. 
Encerrou as suas atividades em maio de 2019.